# Trois-mâts barque

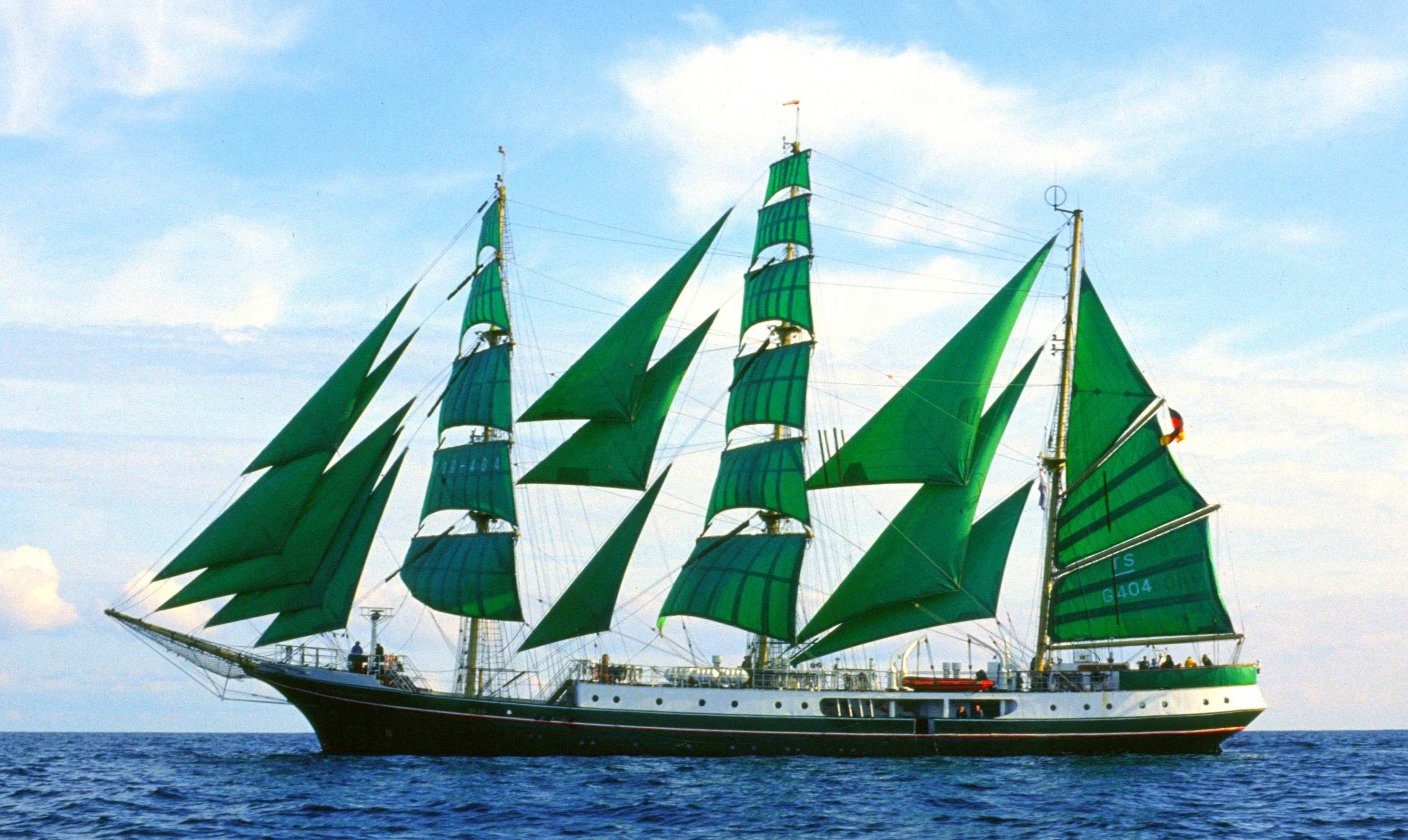
L’Alexander von Humboldt

Un trois-mâts barque (en anglais : three-masted barque) est un navire à voiles de trois mâts verticaux, dont le mât de misaine (à l'avant) et le grand mât (au centre) sont gréés en voiles carrées. Sur le mât d'artimon (à l'arrière), une brigantine à corne et un flèche sont gréés.

## Historique
Beaucoup de voiliers à prime, en particulier des cap-horniers, furent dotés de ce type de gréement.
Par la suite, l'apparition des navires à propulsion mécanique a conduit de nombreux voiliers à la démolition, notamment les cap-horniers, mais certains ont encore navigué en tant que navire-école, jusqu'à nos jours où ils servent encore parfois à l'initiation-découverte, comme le Belem et d'autres. Si certains ont été convertis en bateaux musée comme le Sigyn, les autres se montrent souvent lors des rassemblements de gréements traditionnels (voir ci-après).
Cependant, malgré un fléchissement dans les années 1970, l'intérêt pour ce type de gréement n'a pas disparu et connaît même un regain au début de XXIe siècle où de nouveaux lancements de trois-mâts barques concrétisent des projets pour développer la plaisance le long des côtes ou en pleine mer et le tourisme, ainsi que l'insertion des jeunes et de personnes handicapés (projet Euroclippers, Tenacious, ...).

## Comparaison avec les autres gréements trois-mâts duXVIIeauXIXesiècle
| Type de Gréement   | Trois-mâts carré                                 | Trois-mâts barque                         | Trois-mâts goélette à huniers | Trois-mâts goélette                                  | Goélette à huniers à trois mâts                   | Goélette à trois mâts |
| ------------------ | ------------------------------------------------ | ----------------------------------------- | --- | ---------------------------------------------------- | ------------------------------------------------- | --------------------- |
| Termes anglais     | Fully rigged ship                                | Barque / bark                             | Jackass bark / Jackass barque | Barquentine / Schooner barque                        | Three-masted topsail schooner                     | Three-masted schooner |
| Caractéristiques   | - 3 phares carrés - brigantine sur mât d'artimon | - 2 phares carrés - mât d'artimon aurique | Mélange composite : - Un phare carré (grand-mât ou mât de misaine), - Autres phares auriques avec Huniers possibles - mât d'artimon aurique | - 1 phare carré (mât de misaine) - 2 phares auriques | - 3 phares auriques - 1 ou 2 mâts ont des huniers | - 3 phares auriques   |
| Schéma du gréement |                                                  |                                           | |                                                      |                                                   |                       |
| Exemples de navire |                                                  |                                           | |                                                      |                                                   |                       |

## Trois-mâts barques encore visibles

### En état de naviguer

#### Lancés avant laPremière Guerre mondiale
- Le Star of India (1863), ex Euterpe, est un ancien trois-mâts carré, mis à l'eau à Man. Il transporte des émigrants vers l'Australie. Transformé en trois-mâts barque il transporte des ouvriers vers les pêcheries d'Alaska. Il est aujourd'hui rattaché au Musée maritime de San Diego. Le Star of India (l’étoile de l’Inde) est le plus ancien navire de ce type encore actif.
- Le James Craig (1874) est un trois-mâts barque australien de 70 m naviguant à nouveau depuis 2001.
- L’Elissa (1877) est un trois-mâts barque américain à coque en acier de 61,40 m basé à Galveston (Texas). Il a été sauvé de l'abandon dans le port d'Athènes en 1969 par un philanthrope Trampt Morton. Restauré à l'identique, il a repris la mer en 1979.
- Le Belem (1896) est le dernier trois-mâts barque français (58,50 m), basé à Nantes, il accueille des passagers stagiaires.
- L’Alexander Von Humbold  (1906)  (Cf. illustration) est un trois-mâts barque allemand de 63 m
- Le Marguerite-Molinos,  trois-mâts barque, construit au Havre, lancé en  1897, et détruit en 1928. Propriété de la Société des Voiliers Français dont le premier président était Léon Isidore Molinos, dont la fille donna son nom au navire.
- L’Europa (1911) est un trois-mâts barque hollandais de 56,50 m. Il s'agit d'un ancien bateau-feu allemand construit par les chantiers navals de Stucken à Hambourg, transformé dans les années 1980 (Voilure : 1 250 m2-30 voiles). Il est basé à Amsterdam.
- Le Statsraad Lehmkuhl (1914), sister-ship du trois-mâts carré Duchesse Anne mais gréé en trois-mâts barque, de 98 m. D'origine allemande, il bat désormais pavillon norvégien. Il est basé à Bergen.

#### Lancésentre les deux guerres

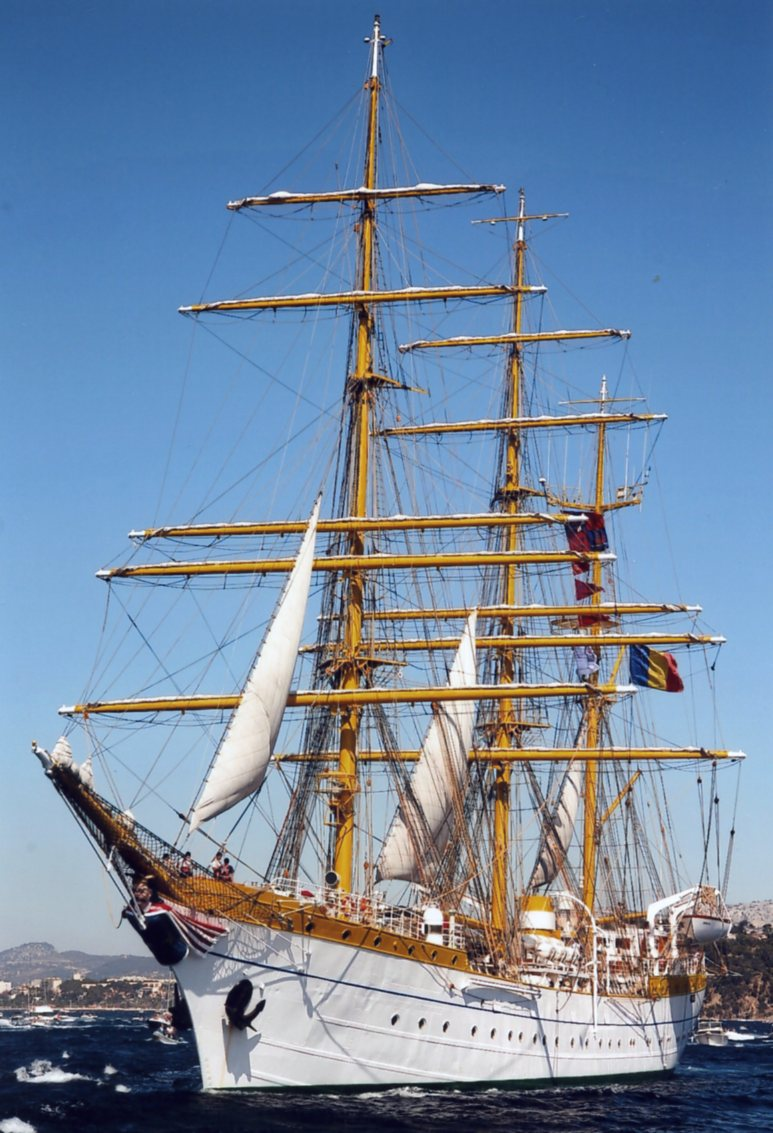
Le Mircea.

- L’Artemis (1926)  est un trois-mâts barque hollandais de 60 m, ancien baleinier norvégien
- Le Stedemaeght (1926) est un trois-mâts barque néerlandais de 58,90 m appartenant à la compagnie Hansestadt, ancien baleinier à moteur norvégien[1]
- Le Picton Castle (1928) est un trois-mâts barque canadien de 54,55 m. C'est un ancien chalutier construit au Pays de Galles, transformé en chasseur de mines pour la Royal Navy durant la Seconde Guerre mondiale. C'est le premier navire allié entré dans un port de Norvège (Bergen), surnommé alors le « libérateur de la Norvège ». Il est aujourd'hui basé à Lunenburg (Nouvelle-Écosse) où il a été transformé en trois-mâts barque (1 160 m2 de voiles).
- L’Eagle (1936), ex. Horst Wessel, est un voilier-école américain des US Coast Guards  de 89,70 m, basé à New London (Connecticut)
- Le Sagres III (1937) ex Albert Leo Schlageter, est un voilier-école de la Marine portugaise de 89,30 m, basé à Lisbonne (ex., Albert Leo Schlageter, saisi par les Américains, en 1945, qui le transfèrent au Brésil sous le nom de Guanabara, jusqu'en 1961).
- Le Mircea (1938) est un voilier-école roumain de 82 m basé à Constanza qui a été entièrement révisé entre 1965 et 1966.
- Le Gunilla (1940), est un trois-mâts barque suédois, construit à Oskarshamn, basé à Öckerö comme navire-école

#### Lancés après laSeconde Guerre mondiale

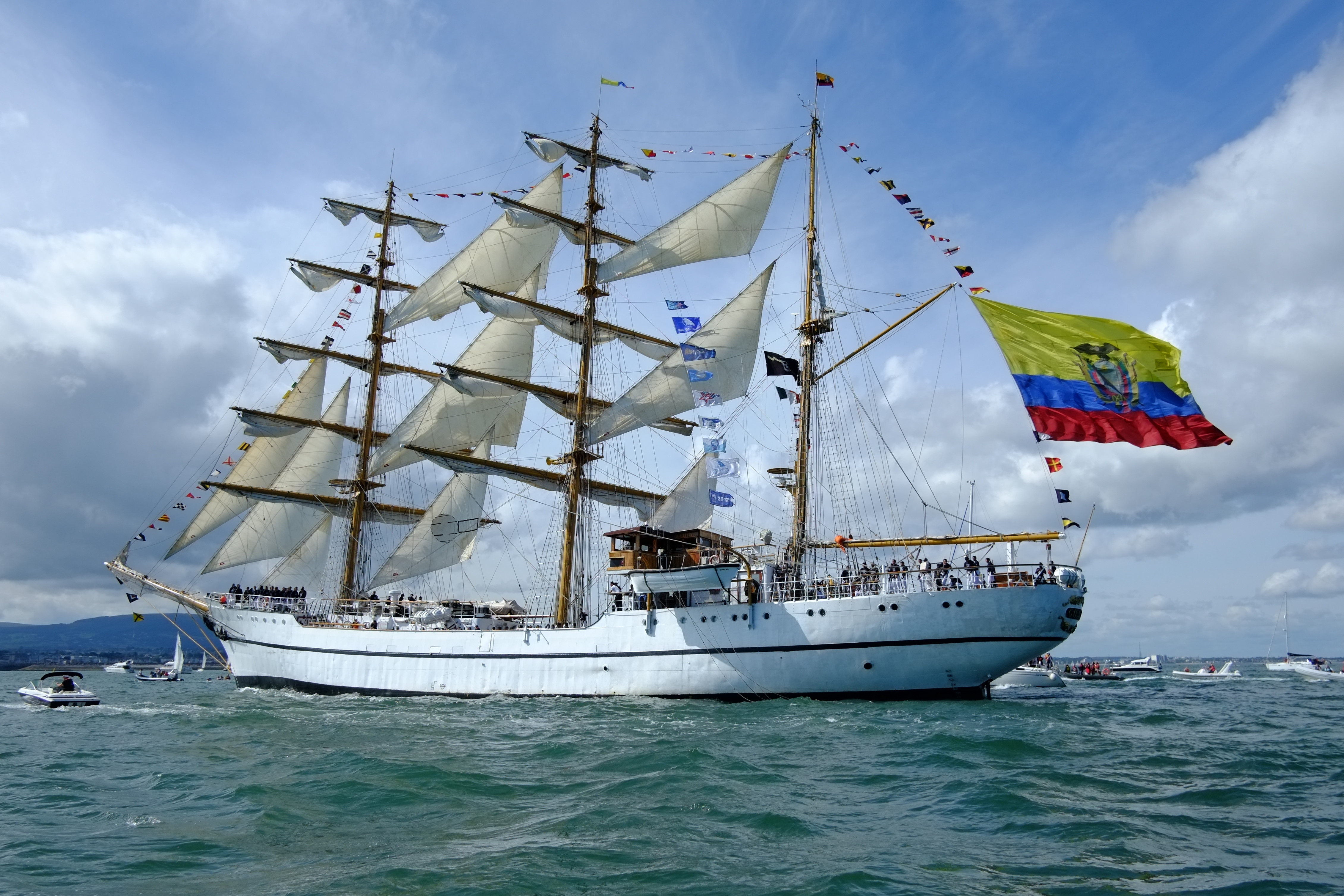
Le Guayas.

- L’Earl of Pembroke (1948) est une ancienne goélette réaménagée en trois-mâts barque, sous pavillon anglais, de 44 m (voilure : 883 m2)
- Le Kaskelot (1948) est un trois-mâts barque anglais de 47 m, dessiné par Zygmunt Choren et construit au Danemark (son nom signifie « cachalot », en danois).
- Le Gorch Fock II (1958) est un voilier-école de la Marine allemande de 89m 30 basé à Kiel.
- Le Gloria (1967) est un trois-mâts barque colombien de 76 m, premier d'une série comportant également le Guayas, le Simon Bolivar et le Cuauhtémoc (ci-dessous)
- Le Guayas (1977) est un trois-mâts barque équatorien de 78,4 m, de couleur acajou, basé à Guayaquil[2]
- Le Pogoria (1980) est un trois-mâts barque polonais de 41,3 m
- Le Simon Bolivar (1980)  est un trois-mâts barque vénézuélien de 82,5 m. Sa proue porte le masque de la Liberté enroulé dans le drapeau national, œuvre dessinée par un grand artiste vénézuélien, Manuel Felipe Rincon.
- Le Thalassa (1980) est un trois-mâts barque hollandais de 50m, basé à Arlongen.
- Le Cuauhtémoc (1982), est un trois-mâts barque de la marine mexicaine de 90 m, basé à Acapulco. Il porte le nom du dernier empereur aztèque qui signifie « l'aigle qui descend sur sa proie ».
- Le Lord Nelson (1985) est un trois-mâts barque anglais de 54 m. (autre caractéristiques : longueur hors tout : 51,70 m; longueur au pont : 43 m; largeur : 8,5 m; tirant d'eau : 4,1 m; déplacement : 420 t; voilure : 1 035 m2). Il est basé à Southampton. Avec le Tenacious (ci-après), ce sont les seuls navires au monde conçus pour permettre aux handicapés de naviguer en équipage. Il a un sister-ship : le Tarangini (ci-après)
- Le Tarangini (1998) est un voilier-école de marine indienne de 51,70 m, basé à Kochi

#### Lancés auXXIesiècle
- Le Tenacious (2000)  est un trois-mâts barque anglais 65 m, basé à Southampton, dessiné par Tony Castro. Il est le plus grand voilier en bois de ce type. Avec le Lord Nelson (Cf. supra), ce sont[Quand ?] les seuls navires au monde conçus pour permettre aux handicapés de naviguer en équipage.
- Le Sea Cloud II (2001) est un trois-mâts barque allemand.
- Le Jeanie Johnston (2002) est un trois-mâts barque irlandais de 47 m, réplique à l'identique d'un voilier construit au Québec en 1847 ayant servi à transporter les immigrés irlandais vers l'Amérique, il y a plus de 150 ans.

### Bateaux-musées
- Le Charles W. Morgan (1841) est un ancien baleinier en bois, exposé au Mystic Seaport Museum (Connecticut) depuis 1941[3].
- Le Polly Woodside (1885), ex-Rona, construit par le chantier Workman Clark de Belfast, est un trois-mâts barque australien de 58,60 m, visible au Melbourne Maritime Museum[4]
- Le Sigyn (1887), trois-mâts barque finlandais  construit à Göteborg, ancien navire marchand suédois. Visible à Turku (Finlande)
- Le Rickmer Rickmers (1896), ex-Max, ex-Flores, ex-Sagres I, ex-Santo Andre, construit à Bremerhaven, navire de commerce puis navire-école, il est aujourd'hui visible dans le port de Hambourg[5].
- Le Glenlee (1896), ex-Islamount, ex-Clara Stella, ex-Galatea, successivement écossais, anglais, italien, espagnol  puis, aujourd'hui, à nouveau écossais sous son nom d'origine, il est visible au Clyde Maritime Trust à Glasgow[6].
- Le RRS Discovery (1901) est un trois-mâts barque britannique en bois qui sert de musée à Dundee en Écosse
- Le Unyo Maru (1909), trois-mâts barque japonais construit à Osaka, devient stationnaire durant l'entre-deux guerres à Tokyo puis bateau musée[7].
- Le Seute Deern (1919), trois-mâts barque allemand, visible à Bremerhaven.
- Le Tovarishch (1933), ex Gorch Fock I, est un voilier-école ukrainien de 82 m appartenant au collège maritime de Kherson. Il est désormais à Stralsund en allemagne, comme bateau-musée. Il a trois sister-ships : l’Eagle, le Sagress II et le Mircea.

### Vestiges, épaves

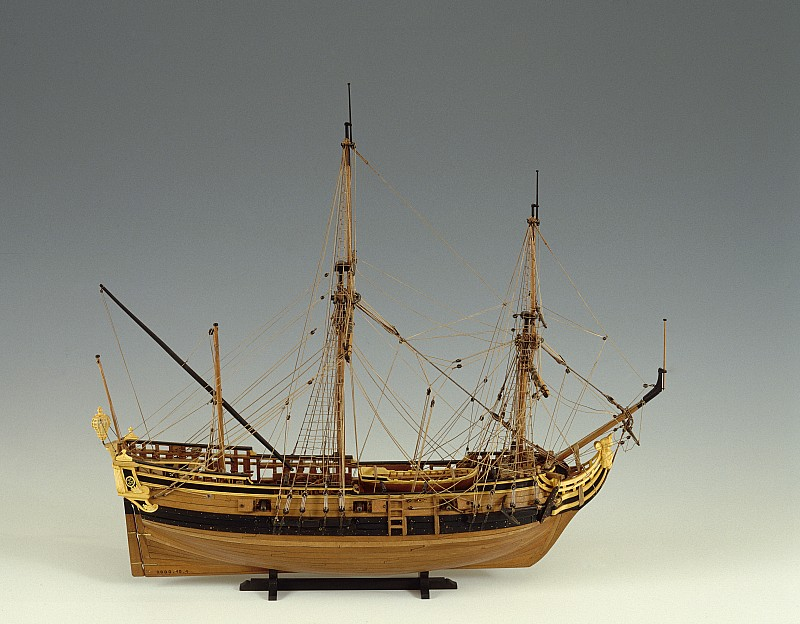
Modèle réduit de La Belle, petit trois-mâts barque français de la fin du XVIIe siècle.

- L’Aboukir Bay (1883) dont l'épave est visible au large de Morlaix depuis 1893.
- L’Edwin Fox (1853) échoué sur la côte de Nouvelle-Zélande en 1873 et dont la coque a été remise à flot en 1986. L'épave est en cours de restauration dans le port de Picton.
- La Belle (1684) fait naufrage dans la baie de Matagorda en 1686. Son épave fait l'objet de fouilles archéologiques à partir de 1995.

## Trois-mâts-barques disparus
- Le Bonchamp, trois-mâts barque français
- Le  Tamaris, trois-mâts barque français construit en 1868 à la Seyne-sur-Mer. A sombré dans la nuit du 8 au 9 mars 1887 sur les brisants des Pingouins (îles Crozet, TAAF) en se rendant à Nouméa.13 disparus.
- Le Pourquoi-Pas ? utilisé par le commandant Charcot pour ses expéditions polaires.
- Le Suzanne (Dahomey 1967 30F YT A55) était un trois-mâts barque construit au Grand-Quevilly en 1901, muni des derniers perfectionnements (treuils à brasser, nombreux cabestans, petite chaudière et treuils puissants). Il échappa aux dangers de la Première Guerre mondiale mais fut livré à la démolition en 1925.
- Le Colbert (1894-1917) fut un trois-mâts barque français, construit aux Ateliers et Chantiers de la Loire de Nantes pour le compte de M. Alexandre Viot, armateur à Nantes. Il est vendu en 1905 à un armateur norvégien MM. Athergvist, Hermorand, et prend le nom de Keity. Il sera revendu en 1916 sous le nom de Danaé puis de Sirius. Il terminera sa carrière en mars 1917, coulé par un sous-marin allemand.
- Duchesse Anne (1891), voilier à prime et trois-mâts barque français, construit aux chantiers Dubigeon[8], eut semble-t-il une carrière de cap-hornier sous l'armement de Louis Bureau & Fils à Nantes, notamment sous le commandement des capitaines Marcel Arneau et Dejoie[9], avant d'être vendu à un armateur norvégien en 1901[10].
- Anne de Bretagne  (1901) trois-mâts barque français, fut également cap-hornier sous l'armement de la Société Bretonne de navigation[11].
- Le Ville de Dieppe (1888-1917) trois-mâts barque français, un des premiers pétroliers, coulé en 1917 à 22 miles de la Pointe de Chassiron (Île d'Oléron).

## Rassemblements contemporains de trois-mâts barques
Les rassemblements et courses de grands voiliers ont lieu un peu partout dans le monde. La plupart sont organisées ou agréés par le Sail Training International Race Committee. On y rencontre les plus beaux trois-mâts barques du monde (entre autres).
En France, les événements les plus importants sont l'Armada de Rouen, les rassemblements de Brest ou de Douarnenez, mais aussi les étapes des Tall Ships' Races (Cherbourg en juillet 2005), Saint-Malo (Cinquantenaire en 2006) et aussi Toulon qui s'est déroulé du samedi 21 juillet au mardi 24 juillet 2007.
En 2008 : l’Armada de Rouen 2008 s'est déroulée du 5 juillet au 14 juillet 2008. Les trois-mâts barques suivants y étaient présents : l’Artemis (Norvège), le Cuauhtemoc (Mexique), le Mircea (Roumanie), le Statsraad Lehmkuhl (Norvège), le Thalassa (Pays-Bas) et le Tenacious (Grande-Bretagne) (pour les précédentes manifestations voir : Rassemblement de grands voiliers de Rouen). À la suite du rassemblement de Rouen certains voiliers se rendront à Liverpool, d'où sera donné le départ de la course Tall Ship's Race 2008, le 18 juillet 2008.

## Galerie d'images

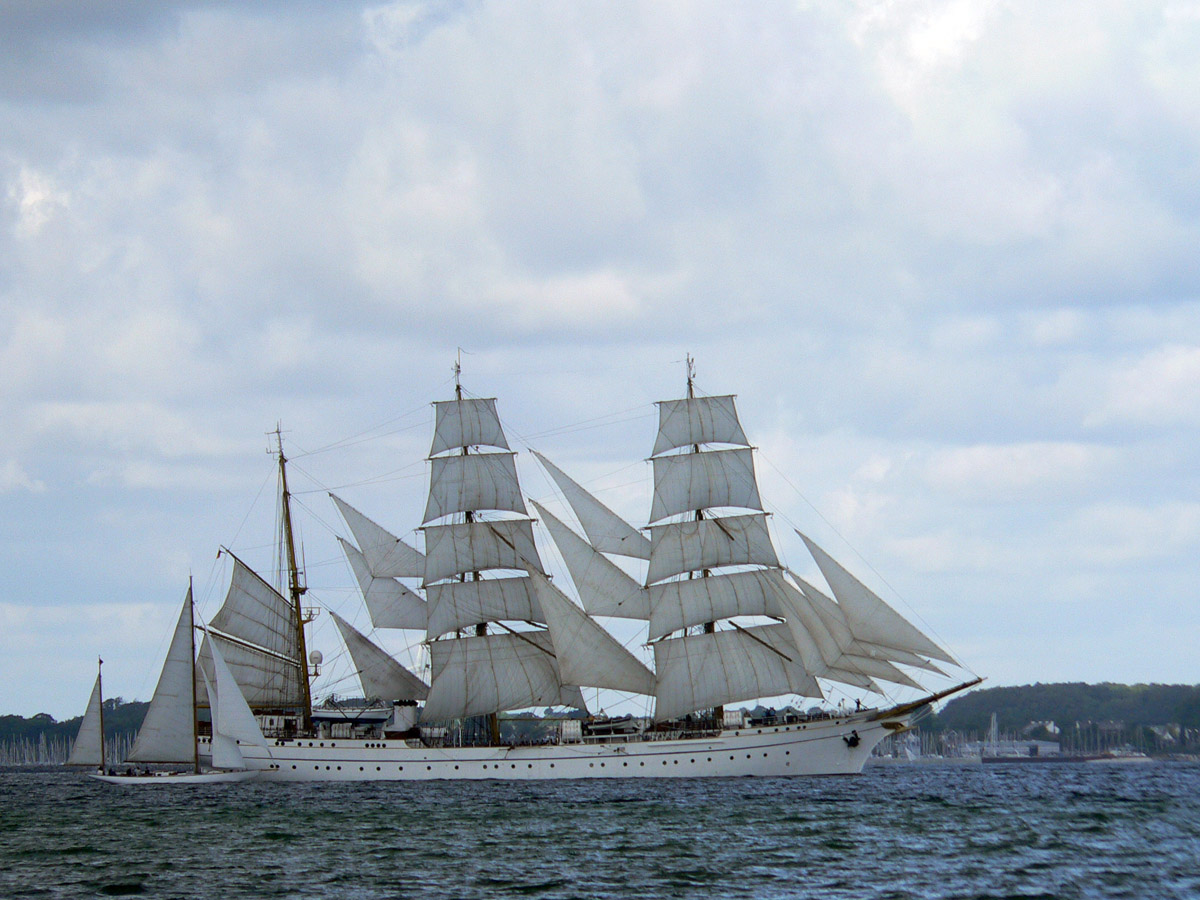
Le Gorch Fock, trois-mâts barque allemand toutes voiles sorties (sauf une) dans le canal de Kiel en août 2006.
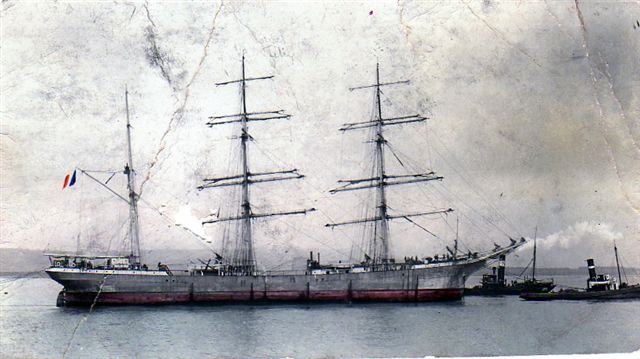
Le Bonchamp, trois-mâts barque français commandé par le capitaine Félix Rouxel, arrive à Cardiff en juillet 1927 pour charger du charbon
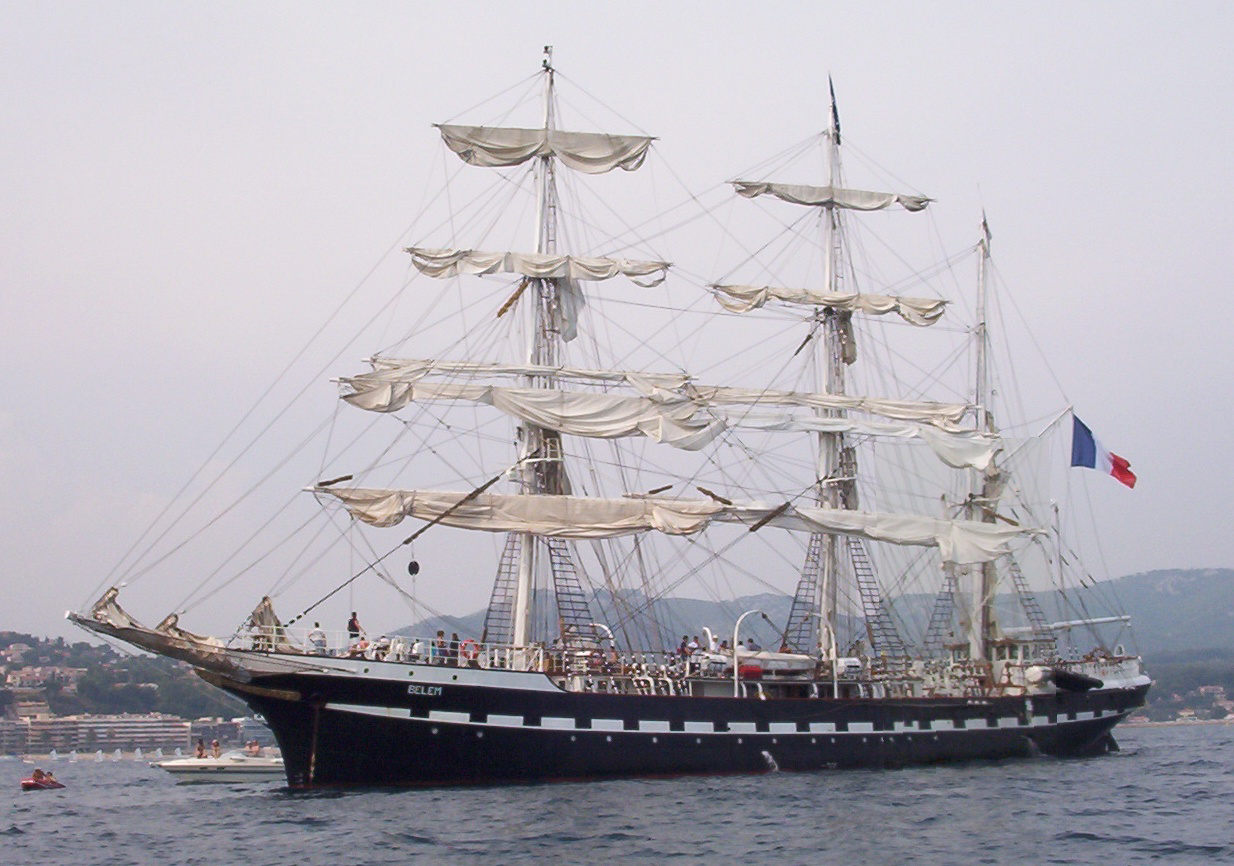
Le Belem dans la baie de Sanary en août 2003
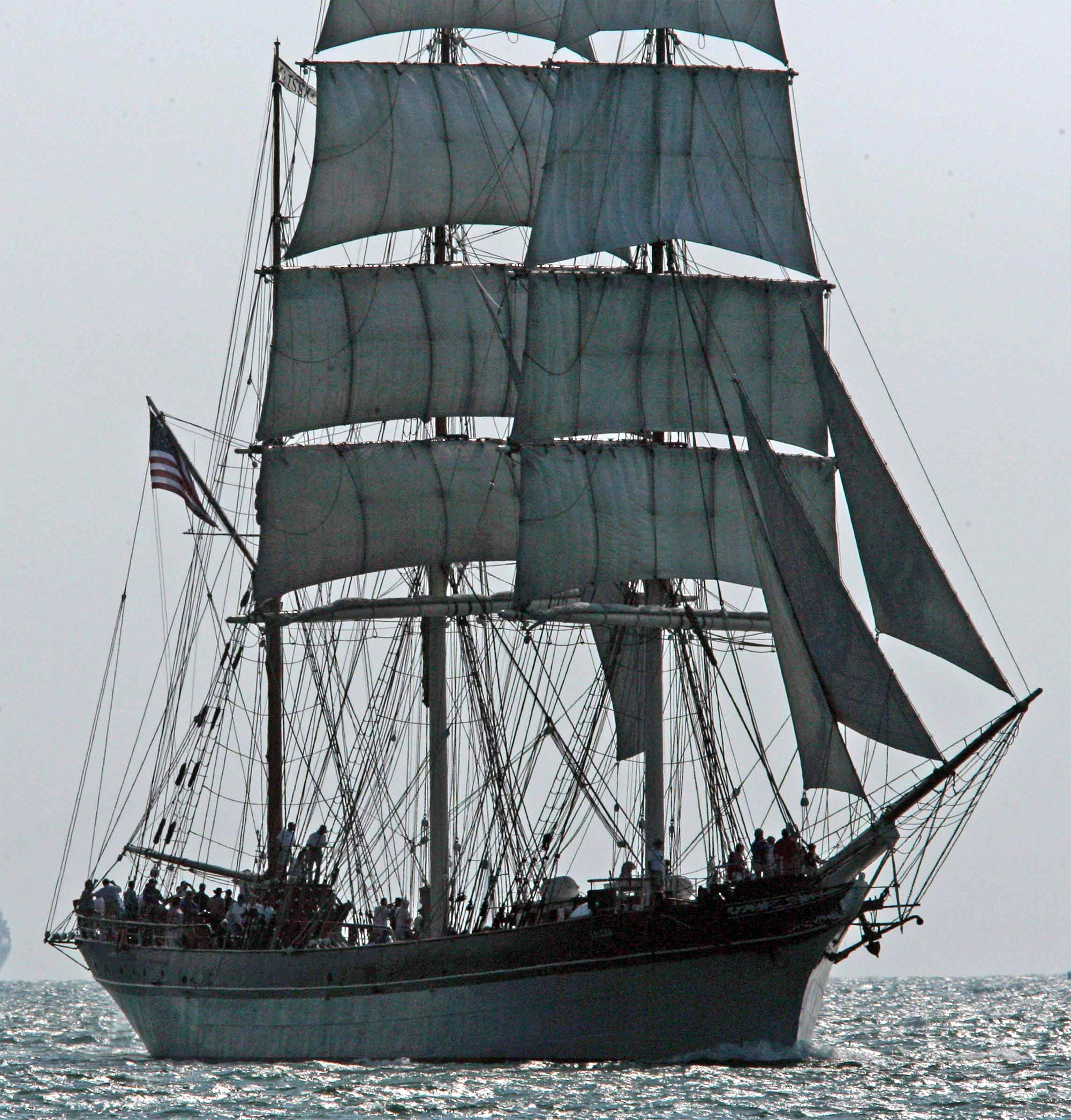
L’Elissa, trois-mâts barque américain à coque en acier de 1877 quitte son port d'attache, Galveston (Texas) au Texas en septembre 2006.